# Cassandra Rios
Cassandra Rios, alias Odete Rios (São Paulo, 1932 — ibidem, 8 de marzo de 2002) escritora brasileña de ficción, misterio y principalmente de erótica sáfica.

## Biografía
Sus padres eran inmigrantes españoles.
Escribió más de 40 novelas. y fue la primera escritora brasileña en vender más de un millón de libros. Fue censurada durante la dictadura militar.